# Ascalaphus (mythologie)

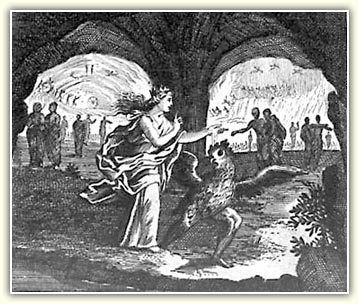
Ascalaphus

Ascalaphus (Oudgrieks: Ἀσκάλαφος) was in de Ilias van Homerus een Griekse held uit Orchomenus. Hij en zijn tweelingbroer Ialmenus waren zonen van de god Ares. In de strijd werd hij gedood door Deïphobus, waardoor Ares in een geweldige woede ontstak.
Bij Ovidius was Ascalaphus de zoon van Acheron. Toen Hades Persephone, die hij eerder ontvoerd had, weer uit de onderwereld wilde vrijlaten, omdat zij niets gestolen had, vertelde Ascalaphus Hades dat ze een paar graankorrels had gegeten. Demeter werd erg kwaad op Ascalaphus en veranderde hem in een uil. De woestijnoehoe (bubo ascalaphus) is naar Ascalaphus vernoemd.
Ook was Ascalaphus een van de Argonauten in de mythe van Jason en het Gulden vlies.